# دری کاپوزینر
دری کاپوزینر (به لاتین: Drei Kapuziner) یک کوه در لیختن‌اشتاین است که در لیختن‌اشتاین واقع شده‌است. دری کاپوزینر ۲٬۰۸۴ متر بالاتر از سطح دریا واقع شده‌است.